# Giovanni Fallani
Giovanni Fallani (Roma, 15 novembre 1910 – Roma, 23 luglio 1985) è stato un arcivescovo cattolico italiano, teologo, letterato e umanista.

## Biografia
Monsignor Giovanni Fallani nacque a Roma il 15 novembre 1910 da Achille ed Elvira Mazza.

### Formazione e ministero sacerdotale
L'8 dicembre 1933 fu ordinato presbitero. Si laureò in teologia all'Ateneo del Pontificio Seminario Romano e in lettere nel 1937 presso l'Università degli Studi di Napoli Federico II con Giuseppe Toffanin, considerato uno dei massimi studiosi dell'Umanesimo.
Nel 1947, dopo avere già pubblicato una monografia su Beato Angelico, un'antologia su Venti scrittori del '900 (poi ampliata in Scrittori di ieri e di oggi in cui testi di autori contemporanei sono affiancati da dipinti del '900) e avere insegnato a Roma letteratura italiana e storia dell'arte nel liceo del Seminario, venne nominato segretario della Pontificia commissione centrale per l'arte sacra in Italia, di cui sarà presidente dal 1956. Contemporaneamente fu chiamato alla cattedra di teologia dantesca della Pontificia Università Lateranense. La figura di Dante sarà sempre tra i suoi studi preferiti con una produzione piuttosto vasta (nel 1965 pubblicherà Dante poeta e teologo) grazie ai molti anni di "Lectura Dantis" tenuta alla Fondazione Besso di Roma, all'insegnamento universitario esteso poi all'Università per stranieri di Perugia e all'Istituto di filologia romana di Vienna e alla presidenza della "Casa di Dante".
Nel 1949 pubblicò una monografia su Canova e sul suo segretario, l'abate forlivese Melchiorre Missirini. Dal 1953 al 1967 diresse la rivista Fede e Arte della Pontificia commissione per l'arte sacra, nel 1963 pubblicò l'antologia La letteratura religiosa in Italia con testi inediti di predicatori del Duecento e del Trecento e divenne presidente della Commissione permanente per la tutela dei monumenti storici ed artistici della Santa Sede. Qui emerse la sua grande abilità di mediatore tra i due muri esistenti all'epoca tra la cultura cattolica da una parte e il mondo laico dall'altra, tra la Chiesa e gli artisti contemporanei. Ricorderà poi nei primi anni ottanta questa esperienza caratterizzata da visite quasi quotidiane negli studi degli artisti in un paio di libri autobiografici: Manzù farà la porta di San Pietro? e Il Parnaso ritrovato.

### Ministero episcopale
Il 4 giugno 1964 papa Paolo VI lo nominò vescovo titolare di Partenia. Ricevette l'ordinazione episcopale il 28 dello stesso mese nella basilica di San Pietro in Vaticano dallo stesso pontefice, coconsacranti gli arcivescovi Diego Venini, elemosiniere di Sua Santità, ed Ettore Cunial, vicegerente della diocesi di Roma. Partecipò alla terza e alla quarta sessione del Concilio Vaticano II. Nel 1969 scrisse L'arte sacra dopo il Vaticano II e nel 1974 Tutela e conservazione del patrimonio storico e artistico della Chiesa in Italia. Nel 1977 pubblicò Chi è Gesù: domande di Umberto Saba, il carteggio con il poeta triestino sulla fede e sul senso della vita e della morte.
Nel 1981 presiedette il comitato per le celebrazioni centenarie di Bernini e l'anno dopo quelle di Raffaello.
Il 9 agosto 1982 papa Giovanni Paolo II lo elevò alla dignità arciepiscopale. Poco dopo guiderà la delegazione della Santa Sede presso il Consiglio d'Europa.
Nel 1985 realizzerà a San Pietro la mostra "Dante in Vaticano".
Morì al Policlinico Agostino Gemelli di Roma la sera del 22 luglio 1985. Nel telegramma di cordoglio inviato alla famiglia il Papa lo definì "servo buono e fedele".

## Opere
- G. Ceracchini, Roma 1945.
- Storia di un santo futuro, in S. Camillo De Lellis, Firenze 1946.
- Cristo. Testimonianze, ibid. 1949.
- L'interpretazione di Dio nella manifestazione delle arti, in Dio nella ricerca umana, Roma 1952, pp. 413–433.
- Il sacerdote e l'arte sacra, in I servi inutili, Milano 1953, pp. 303–309.
- Palestina, la terra delle distanze, Torino-Genova-Milano 1955.
- Figurativo e non figurativo sacro, in Filosofia dell'arte sacra, Padova 1957, pp. 43–54.
- I messaggi di Cristo agli uomini (opera di vari autori), Torino 1958.
- Gesù con noi, Messina 1961.
- Gesù redentore, ibid. 1961.
- Gesù nell'arte contemporanea, Assisi 1964.
- Immagini del concilio, presentazione del Fallani al testo di F. Villainc, Roma 1966.
- Giotto e i giotteschi in Assisi, Roma 1969.
- Terrasanta, Ancona 1970.
- Arte in Vaticano, Milano 1974.
- Tutela e conservazione del patrimonio storico e artistico della Chiesa in Italia, Bergamo 1974.
- La collezione vaticana d'arte religiosa moderna, con V. Mariani e G. Mascherpa, Milano 1974.
- Artisti per l'anno santo 1975, Città del Vaticano 1976.
- Chi è Gesù, Roma 1977.
- La Passione narrata per un uomo nuovo, Napoli 1977.
- Il dokita C. Maino e i suoi fratelli di Sangmélima, ibid. 1981.
- Città del Vaticano, con F. Quilici, Milano 1984.
- le voci Leopardi e Pascoli, in Enciclopedia cattolica, la voce G. Guinicelli, in Letteratura italiana (Marzorati).
- I minori, I, Milano 1961, pp. 159–170                            * L'arte sacra dopo il Vaticano II (Bergamo 1969).                            *Storia della letteratura religiosa in Italia (Napoli 1973). *Commento alla Divina Commedia (Firenze 1965).                     *Dante Poeta Teologo (Milano 1965).                                 *Dante e la cultura figurativa medievale (II edizione Bergamo 1976).                             *Dante autobiografico (Napoli 1976).                              *L'esperienza teologica di Dante (Lecce 1976).                         *I vivi morti e i naviganti (Roma 1973).                                *La passione narrata per un uomo nuovo (Napoli 1977).                    *La più grande vita (Napoli 1978).

## Genealogia episcopale
La genealogia episcopale è:
- Cardinale Scipione Rebiba
- Cardinale Giulio Antonio Santori
- Cardinale Girolamo Bernerio, O.P.
- Arcivescovo Galeazzo Sanvitale
- Cardinale Ludovico Ludovisi
- Cardinale Luigi Caetani
- Cardinale Ulderico Carpegna
- Cardinale Paluzzo Paluzzi Altieri degli Albertoni
- Papa Benedetto XIII
- Papa Benedetto XIV
- Papa Clemente XIII
- Cardinale Marcantonio Colonna
- Cardinale Giacinto Sigismondo Gerdil, B.
- Cardinale Giulio Maria della Somaglia
- Cardinale Carlo Odescalchi, S.I.
- Cardinale Costantino Patrizi Naro
- Cardinale Lucido Maria Parocchi
- Papa Pio X
- Papa Benedetto XV
- Papa Pio XII
- Cardinale Eugène Tisserant
- Papa Paolo VI
- Arcivescovo Giovanni Fallani